# Васильев, Георгий Львович
Георгий Львович Васильев (5 июня 1946, г. Винница, УССР, СССР — 17 июня 2014, Санкт-Петербург, Россия) — российский театральный режиссёр и актёр.

## Биография
Окончил Театральное училище им. М. С. Щепкина, актёрское отделение. С 1970 по 1975 год работал в Ленинградском Театре комедии, с 1975 по 1980 год — в БДТ им. Г. А. Товстоногова. В 1981 году поступил на высшие режиссёрские курсы к Анатолию Васильеву. Режиссёрским дебютом Георгия Васильева стала его постановка спектакля «51 рубль» (по пьесе Александра Железцова) в Драматическом театре «На Литейном».
С тех пор выступления Георгия Васильева в актёрском «амплуа» стали сравнительно нечастыми, в сферу же его творческих интересов входили постановки российской классики (в основном прозы в собственных инсценировках или в соавторстве) и современной драматургии.

## Творчество
Не связывая себя постоянными отношениями ни с какими театрами, Георгий Васильев ставит спектакли на разных петербургских театральных площадках, в разных городах. Поставил спектакль «Москва-Петушки» в Швейцарии по мотивам одноимённой поэмы Венедикта Ерофеева. По возвращении в Россию снова обратился к поэме Ерофеева, поставив в «Белом театре» в Санкт-Петербурге спектакль по пьесе Александра Образцова «На кабельных работах осенью 1969 года», где сам сыграл главную роль. Позднее, после гибели двух актрис, игравших в спектакле, – Ольги Елисеевой и Варвары Шабалиной – появилась новая версия спектакля в постановке Г. Васильева с Андреем Краско в главной роли.
В начале 90-х два спектакля в постановке Георгия Васильева – «Записки Аксентия Ивановича Поприщина» и «Старосветские помещики» – были с успехом показаны на Международном театральном фестивале в Авиньоне (Франция). Спектакль  «Старосветские помещики» объездил множество стран: Латвия, Эстония, Литва, Франция, Германия, Чехия, Турция, Белоруссия, побывал в Москве на фестивале русской драмы, во Владимире, во множестве провинциальных городов России. Нар. арт. РСФСР Ирина Соколова, исполнившая роль Пульхерии Ивановны, стала лауреатом Высшей театральной премии Санкт-Петербурга «Золотой Софит» в номинации «Лучшая женская роль».
За три с лишним десятилетия творческой активности поставлены десятки спектаклей, сыграно множество ролей.
Засл. арт. России Лиана Жвания, исполнившая в спектакле «Иудушка из Головлёва» роль Евпраксиньюшки, стала лауреатом Высшей театральной премии Санкт-Петербурга «Золотой Софит» в номинации «Лучшая роль второго плана».
Последней работой режиссёра стала постановка спектакля в Борисоглебском драматическом театре им. Н. Г. Чернышевского по неоконченной фантастической повести Лермонтова «Штосс».

## Театральные постановки
Поставил в ТЮЗе им. А. А. Брянцева:
- «Петрушка, или Любовь дурака» по пьесе Людмилы Разумовской[7].
- «Записки Аксентия Ивановича Поприщина» Н. Гоголя (в главной роли нар. арт. России Валерий Дьяченко)
- «Старосветские помещики» по повести Н. Гоголя
- «Человек в футляре» А. Чехова (пьеса Георгия Васильева и Станислава Шуляка)
- «Иудушка из Головлёва» М. Салтыкова-Щедрина

В Белом театре:
- «Табу, актер!» Монодрама Сергея Носова (исп. нар. арт. РФ Валерий Кухарешин).
- «Приговоренные». Две монодрамы: «Топор» (исп. нар. арт. РФ Татьяна Малягина) и «У телефона» (исп. засл. арт. РФ Евгений Баранов) Станислава Шуляка.
- «Обняться и заплакать» по повести Ф. Достоевского «Вечный муж», с Сергеем Бызгу и Валерием Кухарешиным, пьеса Альбины Шульгиной.

В театре «Комедианты»:
- «А-ка-кий» по мотивам повести «Шинель» Н. Гоголя с Сергеем Бызгу в гл. роли.

В «Театре Ленсовета»:
- «Душечка», по мотивам рассказа А. Чехова (пьеса Александра Образцова).

В «Приюте комедианта»:
- «Китай на нашей стороне», по мотивам трилогии о Бальзаминове А. Островского

В Драматическом театре «На Литейном»:
- «Каштанка», по рассказу А. Чехова.
- «Дом спящих красавиц», по пьесе Д. Г. Хуана (пер. Галины Коваленко), в гл. ролях Михаил Разумовский и Марина Солопченко, муз. сопровождение Дмитрия Тыквина.

В Самарском театре драмы им. Горького: 
- «Старосветская любовь», по повести Н. Гоголя.
- «Душечка», по одноимённому рассказу А. Чехова.

## Оценки творчества
Юлия Акимова о спектакле «Дом спящих красавиц»:
«Спектакль начинается, как ритуал — то ли театральное действо в принципе, то ли стилизация некоторых приемов традиционного японского театра. Удар в гонг, дребезжание металлического листа в начале, мелкая, семенящая походка хозяйки Дома, черные линии замысловатых иероглифов — такие культурные атрибуты Японии. Эти конкретные характеристики места действия сопрягаются в спектакле с космичностью и всеобщностью заданного пространства. За внешней экзотичностью и причудливостью скрывается попытка говорить о том, что не зависит от национальных особенностей».
Спустя десятилетия зрители вспоминают Альцеста в актёрском исполнении Георгия Васильева в мольеровском «Мизантропе» в Театре Комедии в постановке Петра Фоменко. Вера Бирон (Музей Ф. М. Достоевского):
«Первое моё впечатление от Георгия Васильева оказалось самым сильным – лёгкий, блестящий, ироничный и тонкий во всех смыслах Альцест в спектакле Петра Фоменко. …Наше постоянное общение началось уже в музее, во время создания миниспектакля «Европейские путешествия», а потом – «Обняться и заплакать», одного из лучших спектаклей по Достоевскому. Я видела Георгия разным – воодушевленным, мрачным, остроумным, язвительным, веселым, грустным, но всегда в нём чувствовался какой-то трагический излом и тотальное одиночество. Он был хрупким и сильным, талантливым и слабым, радостным и несчастным, но неизменно ироничным, острил даже по поводу своей болезни.
Он умер один. Не до конца оценённый, не всё проживший. Яркий, печальный мизантроп».